# Pretjecanje vozila
Pretjecanje je prolaženje vozilom pokraj drugog vozila koje se kreće kolnikom u istom smjeru.

## Vanjske poveznice
|  | Zajednički poslužitelj ima još gradiva o temi Pretjecanje vozila |